# كاذي أسترالي
كاذي أسترالي (الاسم العلمي:Pandanus australiensis) هو نوع من النباتات يتبع جنس الكاذي من الفصيلة الكاذية.